# Улица Мира (Ржев)

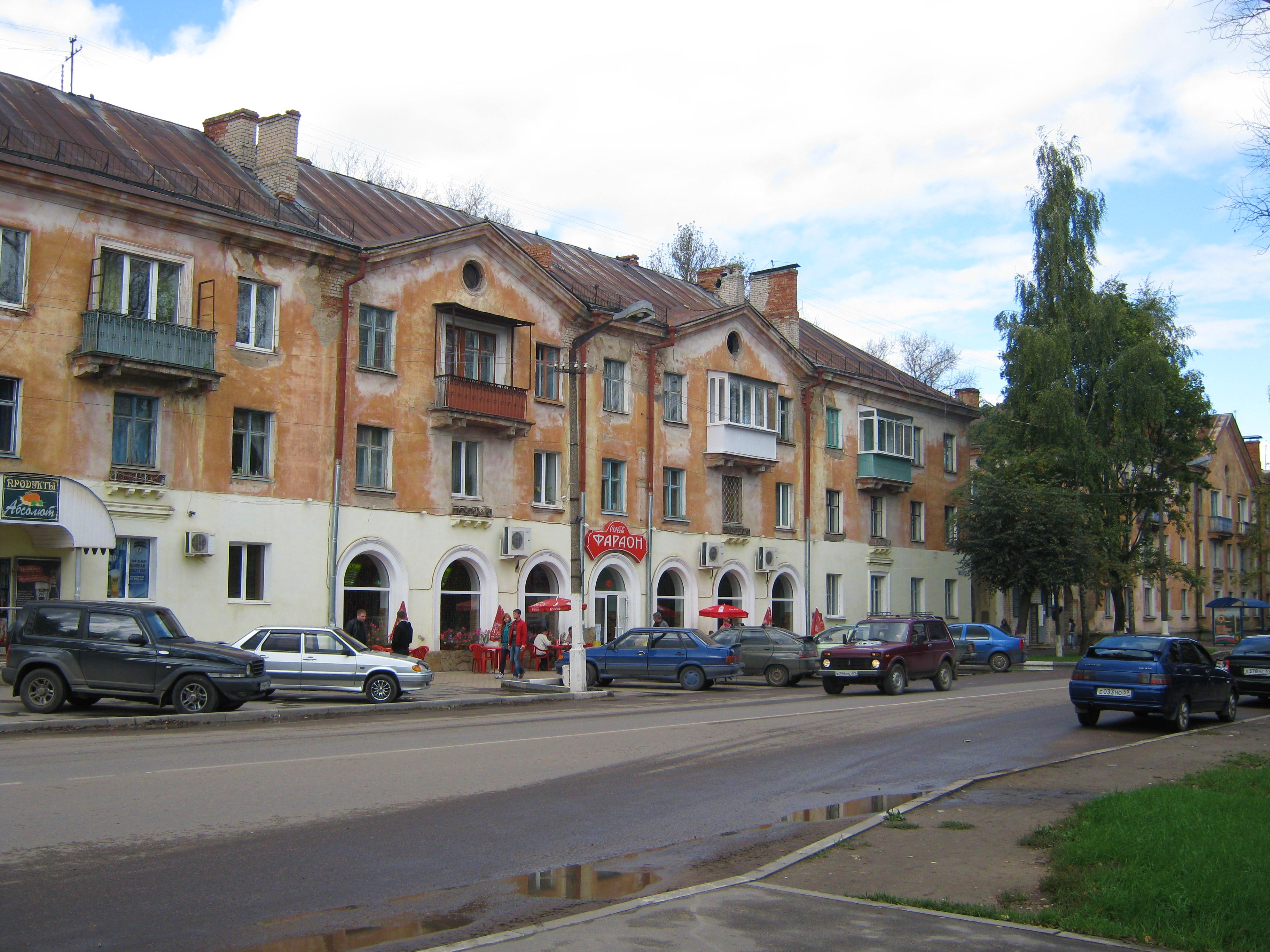
Дом № 8, кафе «Фараон»

Улица Ми́ра (ранее Ново-Ямская) — улица в правобережной части города Ржева Тверской области. Следует с севера на юг соединяя центр города (от площади Мира) с железнодорожным вокзалом «Ржев-II».

## Происхождение названия
До революции улица называлась Ново-Ямская, так как находилась недалеко от вокзала и была заселена преимущественно ямщиками. Ямщики, помимо городского извоза, перевозили товары и пассажиров в зубцовско-сычевском и торопецком направлениях.
Проходила Ново-Ямская на несколько метров восточнее современной улицы Мира, после войны улица была выравнена и переложена по огородам домов.
Переименована была улица в 1920-е годы, в честь стремления народов СССР к миру.

## Застройка
Старая дореволюционная застройка на улице не сохранилась. Все здания и строения по улице были уничтожены в ходе боевых действий в 1941-42 годах, и после войны улицу отстраивали уже заново, перенеся дорожное полотно на несколько метров в сторону.
В основу новой застройки, 1950-х — 1960-х годов, были заложены трёх и четырёхэтажные, преимущественно кирпичные дома, предназначенные для расселения работников станции «Ржев-Балтийский» Октябрьской железной дороги и локомотивного депо «Ржев».

## Достопримечательности

Вид на улицу Мира от Привокзальной площади (1960 г.)

Вид на площадь Мира (1960 г.)

- Улица начинается от площади Мира, представляющей собой круговой перекрёсток с пятилучевой системой. В центре круга (скорее прямоугольника) располагается небольшой сквер с аллеей, посередине которой расположен постамент с танком Т-34. Данный памятник установлен в 1973 году, в честь советских танкистов освобождавших город Ржев от немецко-фашистских захватчиков. Площадь Мира является визитной карточкой Ржева, так как все въезжающие в город со стороны Москвы непременно попадают сюда.
- На перекрёстке с Железнодорожной улицей располагается парк «Здоровье» (до 2020 года — парк железнодорожников)[3], знаменитый своим памятником-паровозом. Монумент был открыт в 1973 году и прославляет подвиг ржевских железнодорожников, отдавших свои жизни за свободу и независимость нашей Родины в годы Великой Отечественной войны. Рядом с монументом уже в 2001 году была построена часовня Святого Николая Чудотворца, покровителя путников, в том числе железнодорожников. В самом парке разбиты аллеи, установлен фонтан, парк оборудован фонарями и скамейками для отдыха людей.
- Заканчивается улица Привокзальной площадью, на которой расположены железнодорожный вокзал «Ржев-II» и междугородный автовокзал. Первое дореволюционное здание вокзала «Ржев-II» (второй вокзал в городе) было построено в 1902 году вместе со строительством Виндавской железной дороги. Оно было разрушено в 1941 году под бомбёжками Великой Отечественной войны. Новое величественное здание вокзала «Ржев-II» было отстроено в современном виде в 1952 году, реконструировано в 2000 году и ныне является одним из красивейших зданий в городе. Здание вокзала просматривается с любой точки на улице Мира, так как улица акцентирована строго на центральную ось вокзала. Междугородный автовокзал был построен в начале 1990-х годов в стиле конструктивизма, с круглыми витражами под арочными сводами, из красного и жёлтого кирпича.

## Перечень зданий и объектов инфраструктуры
(все дома на улице — жилые)
- № 2 — ателье
- № 4 — ООО «Эдвис» (электрооборудование башенных кранов)
- № 6 — Магазин спорттоваров «Спартак»
- № 8 — Кафе «Фараон», Магазин «Абсолют»
- № 12 — Торговый центр «Мир»
- № 18 — Аптека № 29 ОЖД

## Фотогалерея

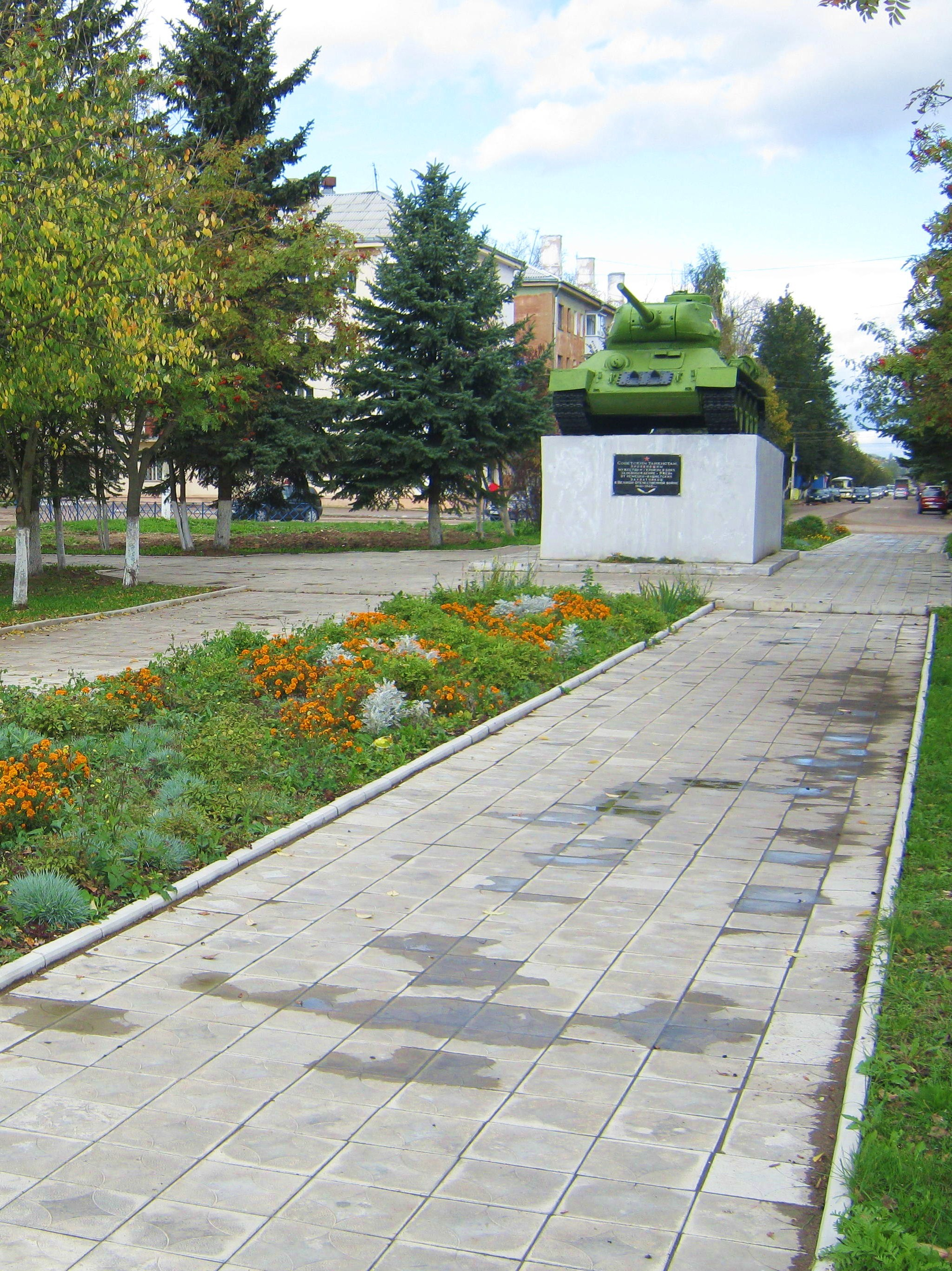
На площади Мира
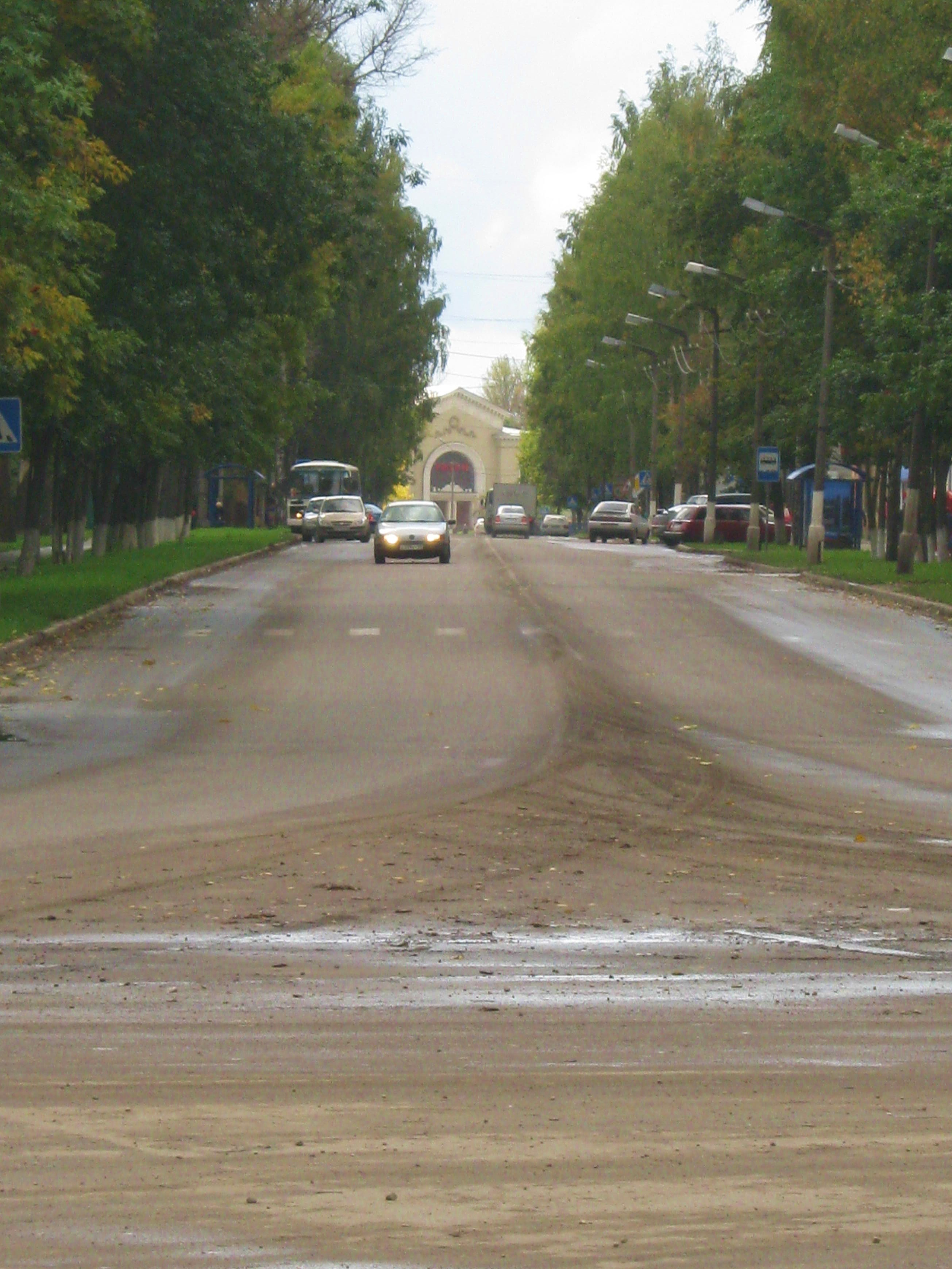
Вид улицы Мира с площади Мира
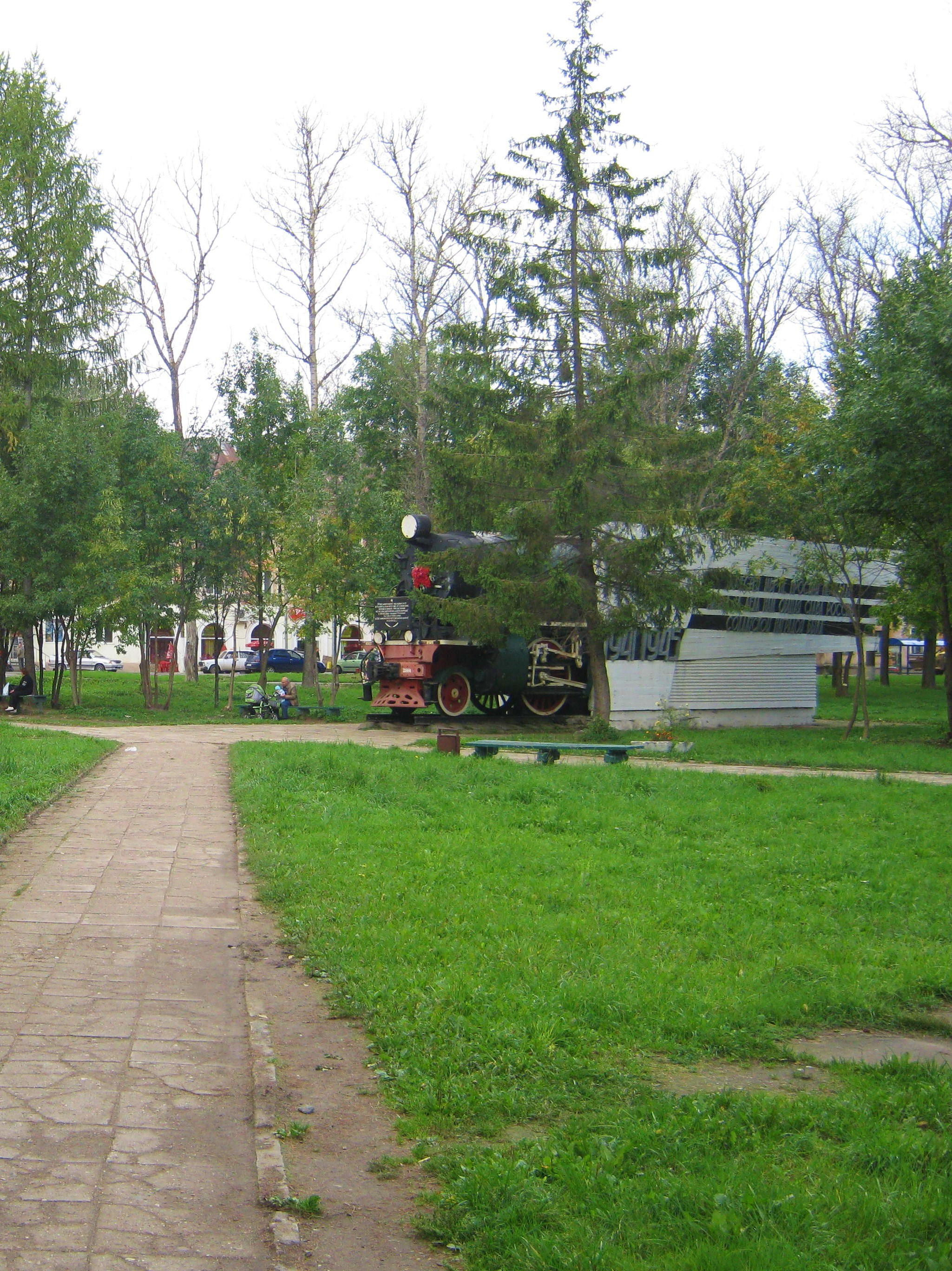
В парке железнодорожников
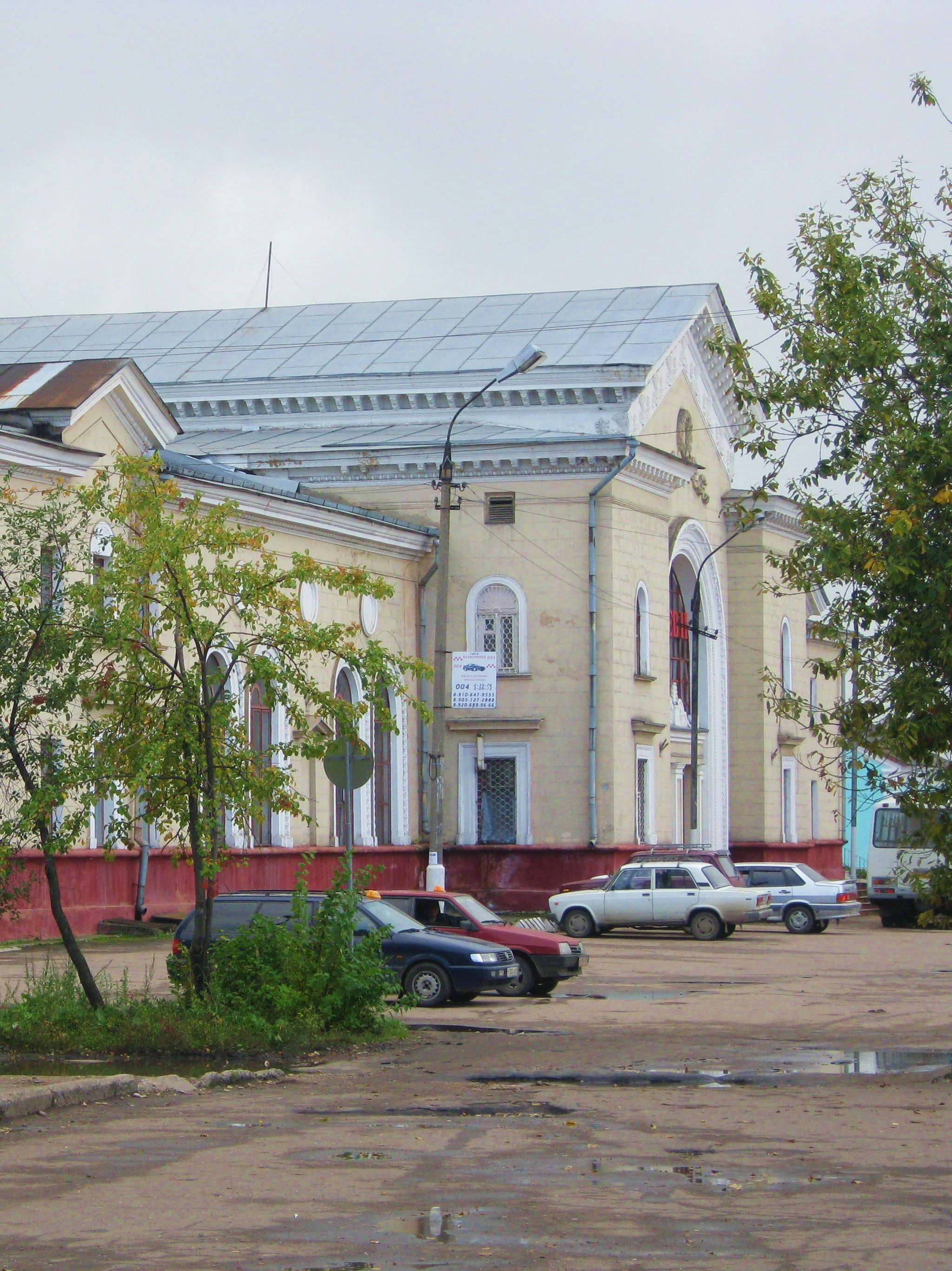
Здание вокзала «Ржев-II»

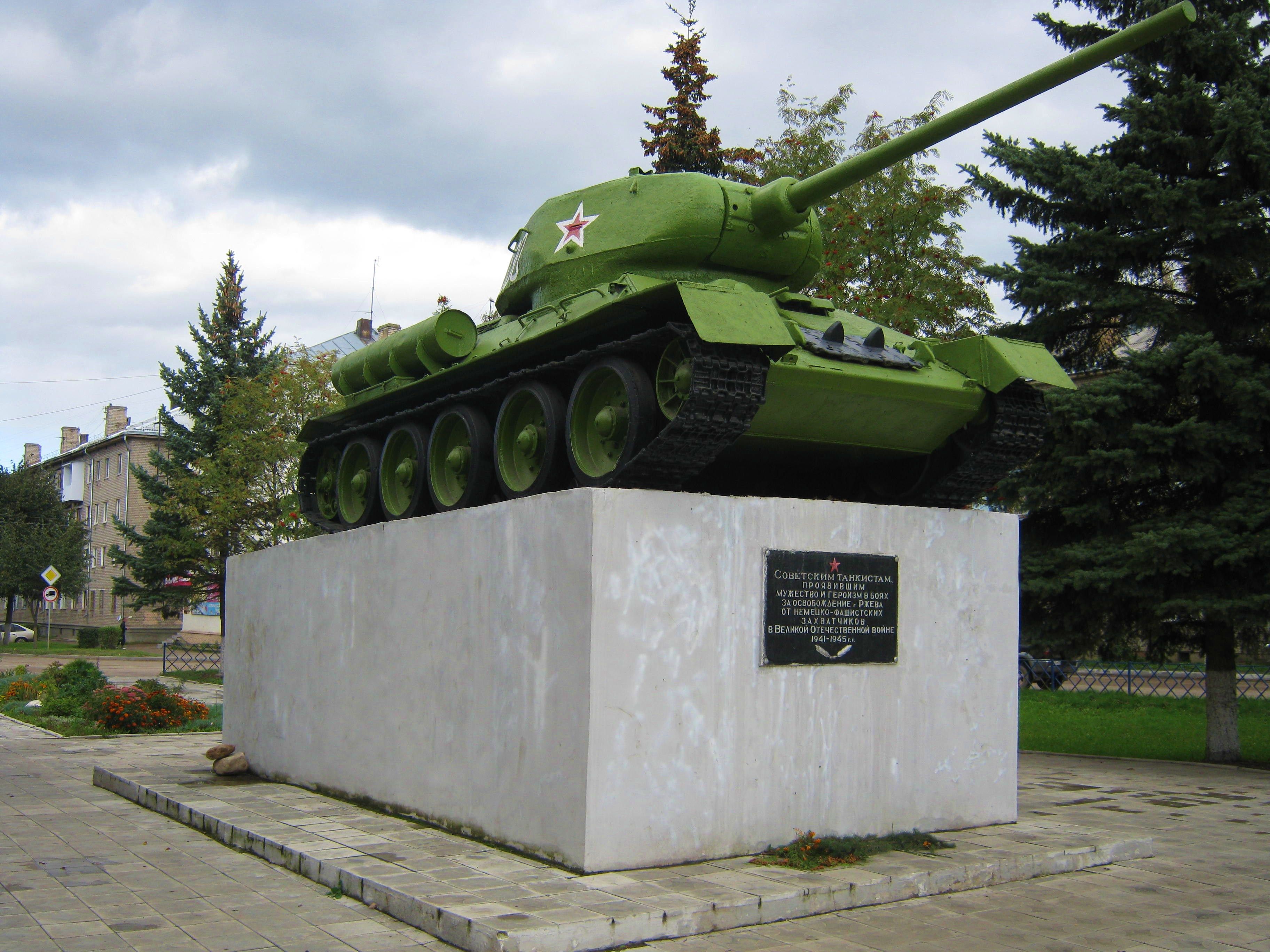
Постамент с Т-34 на площади Мира
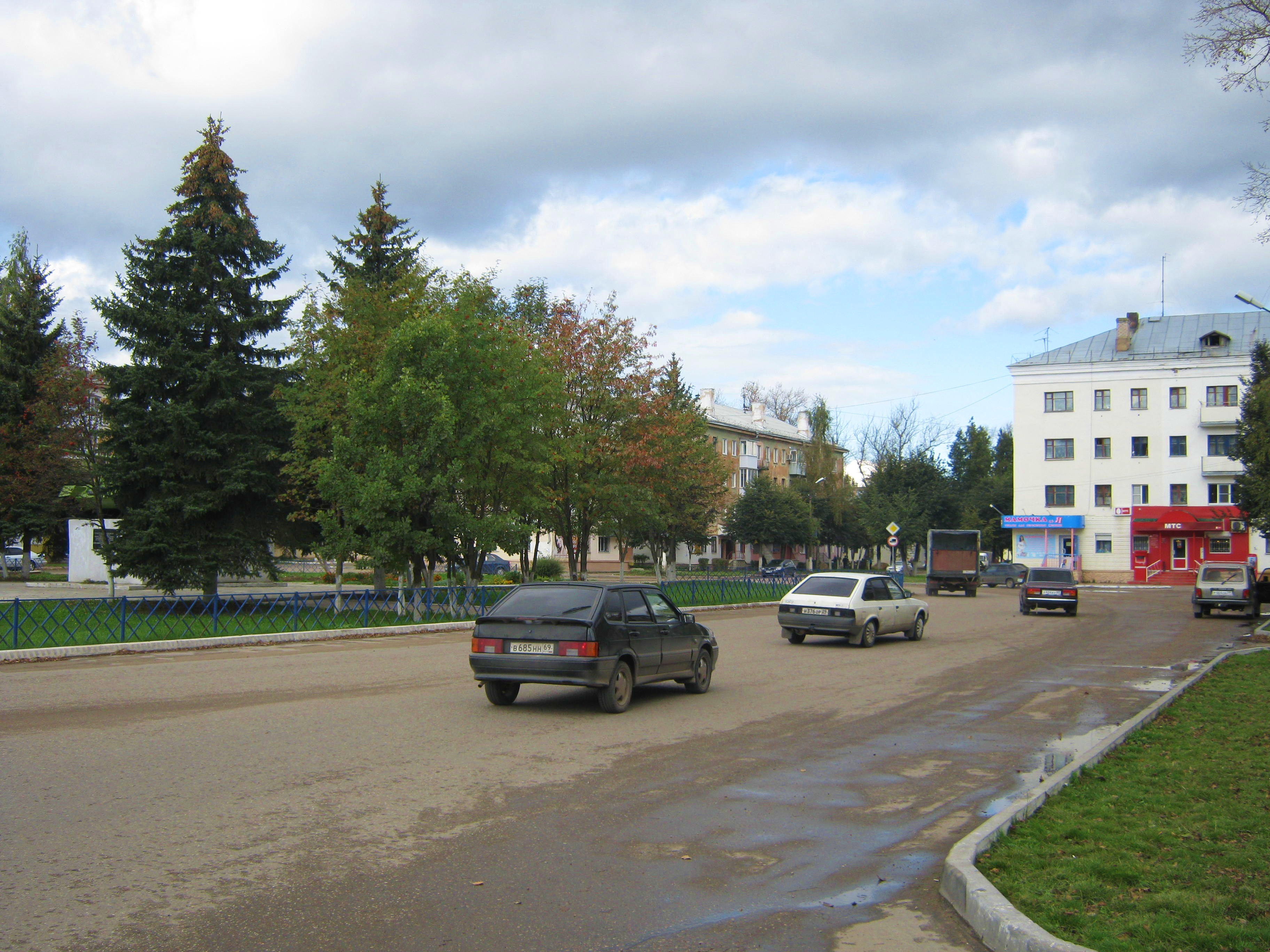
Круговое движение на площади Мира
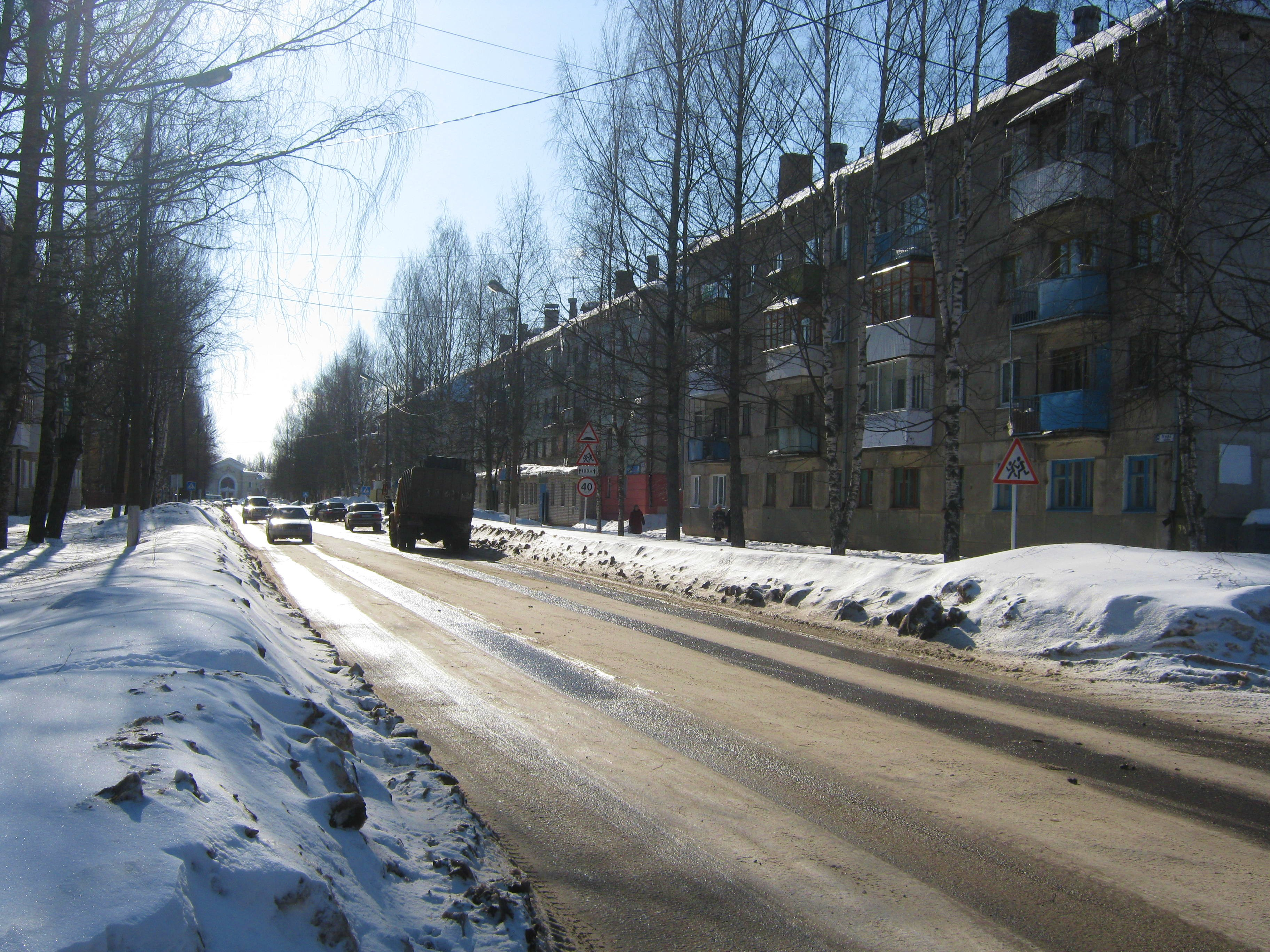
Улица Мира зимой
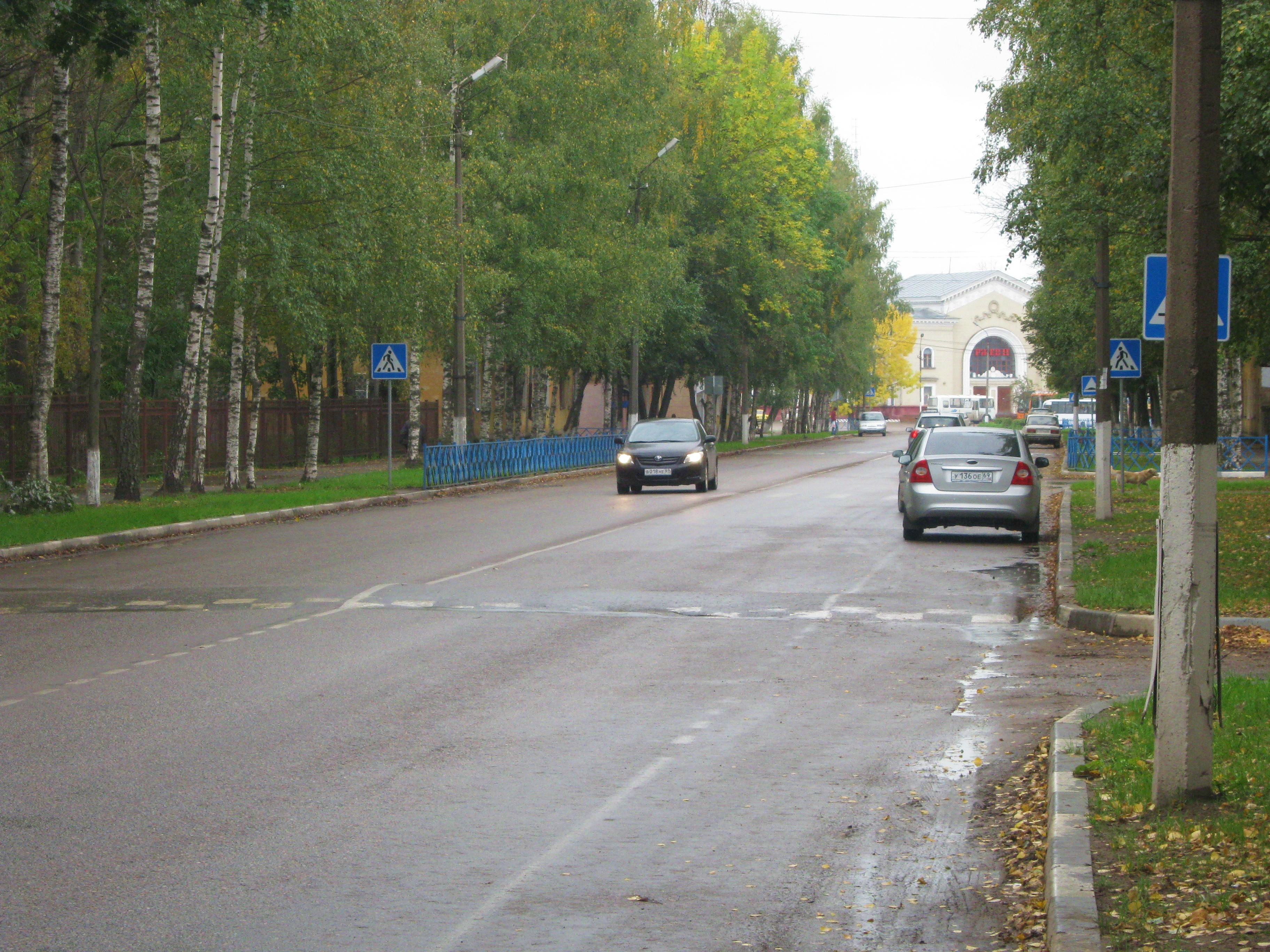
Вид улицы Мира близ вокзала

## Транспорт
- Автобусы №: 1, 4, 8, 9, 16, 24, 33

## Смежные улицы
- Вокзальная улица
- Привокзальная улица
- Железнодорожная улица
- Площадь Мира
- Улица Паши Савельевой
- Большая Спасская улица
- Московское шоссе
- Зубцовское шоссе